# 三戸警察署
三戸警察署（さんのへけいさつしょ）は、青森県警察が管轄する警察署の一つである。

## 管轄区域
- 三戸郡
  - 三戸町
  - 南部町
  - 田子町

## 所在地
- 青森県三戸郡三戸町大字川守田字関根4-3

## 沿革
- 1877年 - 八戸警察署の三戸分署、田子分署、剣吉分署となる
- 1926年 - 三戸警察署に昇格
- 2022年 - 3月22日に庁舎老朽化に伴い「同心町金堀59−2」から「川守田字関根4-3」に新築移転する。[1]

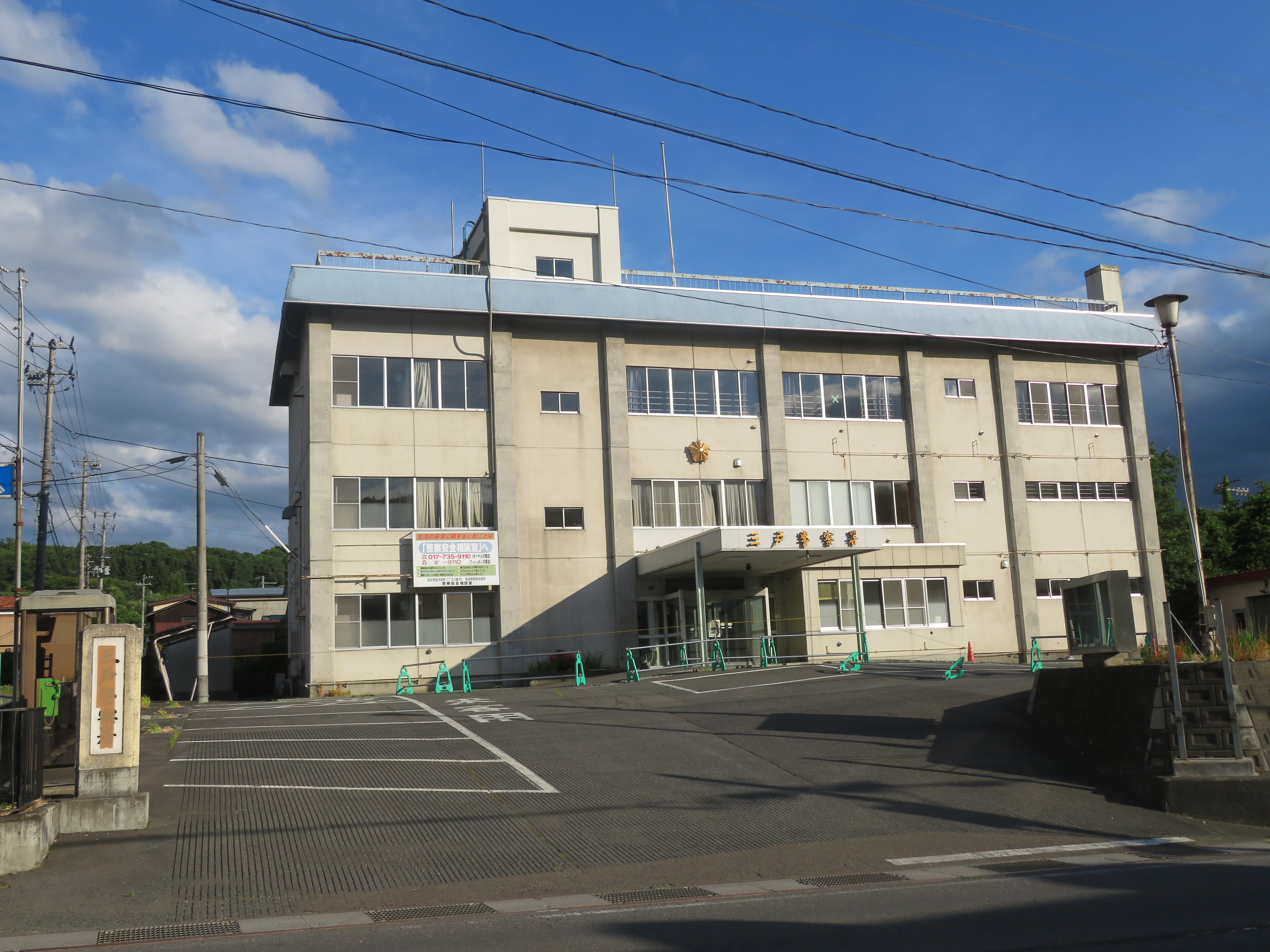
旧庁舎

## 組織
- 警務会計課
  - 警務係
  - 広聴・相談係
  - 犯罪被害者支援係
  - 会計係
- 刑事生活安全課
  - 生活安全係
  - 刑事係
- 地域課
  - 地域係
  - 自動車警ら係
- 交通課
  - 交通係
- 警備課
  - 警備係

## 交番
- 所在地交番（三戸警察署内）

## 駐在所
括弧内は所在地を表す。

### 南部町
- 南部警察官駐在所（三戸郡南部町大字沖田面字門前下13-6）
- 名川警察官駐在所（三戸郡南部町大字平字広場28-5）
- 福地警察官駐在所（三戸郡南部町大字福田字舘先17-1）

### 田子町
- 田子警察官駐在所（三戸郡田子町大字田子字上野ノ下6-15）